# 兵庫県を舞台とした作品一覧
兵庫県を舞台とした作品一覧（ひょうごけんをぶたいとしたさくひんいちらん）では、兵庫県内をモチーフあるいはロケーション地にした小説、アニメーション、テレビドラマ等を記述する。

## 文学・小説
- 愛と死を見つめて（河野實・大島みち子）
- 青空と逃げる（辻村深月/家島）
- 明石の女殺人（斎藤栄）
- 赤目四十八瀧心中未遂（車谷長吉/尼崎市）
- 赤穂バイパスの死角（西村京太郎）
- あした来る人（井上靖/西宮市）
- あすの花嫁（壺井栄/神戸市）
- アメリカひじき（野坂昭如/神戸市）
- 有馬温泉殺人事件（吉村達也/有馬）
- 淡路いにしえ殺人事件（木谷恭介）
- 生田川（森鷗外）
- 命のうた（竹内早希子）
- 兎の眼（灰谷健次郎/神戸市）
- エロ事師たち（野坂昭如）
- お家さん（玉岡かおる/鈴木商店）
- お登勢（船山馨/洲本市）
- 大久保町三部作（田中哲弥/明石市）
- 女の勲章（山崎豊子）
- 女の日時計（田辺聖子/西宮市）[1]
- 神苦楽島（内田康夫）
- 歌劇学校（川端康成/宝塚市 - 神戸市）
- 風の歌を聴け（村上春樹/神戸市 - 芦屋市 - 西宮市）
- 哀しみの余部鉄橋（西村京太郎）
- 神様がくれた背番号（松浦儀実/西宮市）
- 華麗なる一族（山崎豊子/神戸市）
- 城崎温泉殺人事件（吉村達也）
- 城の崎にて（志賀直哉/城崎町）
- 城崎にて、殺人（西村京太郎）
- 京都・神戸殺人事件（山村美紗）
- 禁断のパンダ（拓末司/神戸市）
- くだんのはは（小松左京/西宮市）
- 月光のスティグマ（中山七里）
- 決戦・日本シリーズ（かんべむさし/西宮市）
- 源氏物語（紫式部/明石・須磨）
- 神戸、愛と殺意の街（西村京太郎）
- 神戸異人坂殺人事件（木谷恭介）
- 神戸栄町のアンティーク修理屋さん（竹村優希）
- 神戸殺人事件（内田康夫）
- 神戸殺人レクイエム（山村美紗）
- 神戸 愛と殺意の街（西村京太郎）
- 横浜赤い靴殺人事件（石川真介）…丹波篠山
- 神戸中禅寺湖殺人ライン（石川真介）…神戸市、小野市、西脇市
- 謀略と欲望の伊勢志摩妖鬼（石川真介）…美方郡新温泉町諸寄
- 神戸電鉄殺人事件（西村京太郎）
- 神戸電鉄恋愛（中島省吾）
- 神戸25メートルの絶望（西村京太郎）
- 神戸・六甲山殺人夜色（梓林太郎）
- 孤高の人（新田次郎/神戸市 - 新温泉町）
- ここは静かなり（白川渥/西宮市）
- さいごの毛布（近藤史恵/宝塚市）
- 細雪（谷崎潤一郎/芦屋市- 西宮市- 神戸市）
- 残像に口紅を(筒井康隆/神戸市東灘区御影-中央区加納)
- She's Rain（平中悠一）
- 死線を越えて（賀川豊彦/神戸市）
- 嶋野康平シリーズ（末浦広海/神戸市）
- 十三番目の人格 ISOLA（貴志祐介/神戸市）
- 少年H（妹尾河童/神戸市）
- 上流階級 富久丸百貨店外商部（高殿円/神戸市）
- 白い牙（井上靖/芦屋市）
- 新神戸愛と野望の殺人（西村京太郎）
- 新雪（藤澤桓夫）
- 新・平家物語（吉川英治/神戸市）
- 涼宮ハルヒシリーズ（谷川流/西宮市）
- 「須磨明石」殺人事件（内田康夫）
- 青雲の軸（陳舜臣/神戸市）
- 瀬戸内少年野球団（阿久悠/淡路島）
- 蓼喰ふ虫（谷崎潤一郎）
- たんぽぽ（川端康成/神戸市）
- 地球が動いた日（岸川悦子）
- 太陽の子（灰谷健次郎/神戸市）
- 天守物語（泉鏡花/姫路城）
- 天の瞳（灰谷健次郎/神戸市）
- 闘牛（井上靖/西宮市）
- 盗賊（三島由紀夫/神戸市）
- 十津川警部姫路・千姫殺人事件（西村京太郎）
- 翔ぶ少女（原田マハ/神戸市）
- どんぐりのリボン（田辺聖子）
- 内海の輪（松本清張）
- 菜の花の沖（司馬遼太郎/洲本市）
- 二流の人（坂口安吾）
- 猫と庄造と二人のをんな（谷崎潤一郎/芦屋市）
- 拝啓、あなたはボーカロイドを知っていますか?（北條俊正）
- 廃用身（久坂部羊/神戸市）
- 裸足の少女（佐多稲子/相生市）
- 花の降る午後（宮本輝/神戸市）
- 浜風受くる日々に（風見梢太郎/西宮市）
- パラドックス実践 雄弁学園の教師たち（門井慶喜/神戸市）
- 薔薇の殺人（内田康夫/宝塚市）
- 播磨灘物語（司馬遼太郎）
- 阪急電車（有川浩/宝塚市- 西宮市）
- 阪急電鉄殺人事件（西村京太郎）
- 播州平野（宮本百合子/姫路市- 加古川市- 明石市）
- 姫路城物語 日本の名城（松本幸子）
- 姫路龍野殺意の詩（大谷羊太郎）
- 平家物語
- 火垂るの墓（野坂昭如/神戸市 - 西宮市）
- 本の話（由起しげ子/西宮市）
- 窓を開けますか?（田辺聖子/神戸市 - 西宮市 - 豊岡市）
- 幻の兵車（賀川豊彦/西宮市）
- ミーナの行進（小川洋子/芦屋市 - 神戸市 - 尼崎市）
- 水の都（庄野潤三/芦屋市）
- 三つ首塔（横溝正史）
- 三つの花（吉屋信子/神戸市）
- 蜜蜂のデザート（拓末司）
- 源義経（村上元三）
- 宮本武蔵（吉川英治/姫路市）
- 宗方姉妹（大佛次郎/神戸市 - 西宮市）
- 名将山中鹿之助（南原幹雄）
- 目撃（津村秀介/姫路市）
- もろびとの空（天野純希/三木城）
- 山中鹿之助（中山義秀）
- 予言の島（澤村伊智）
- ラヂオ（阿久悠/淡路島）
- 猟銃（井上靖/芦屋市 - 神戸市 - 西宮市）
- 決戦・日本シリーズ（かんべむさし/西宮市）
- 無痛（久坂部羊/神戸市）
- 悪魔が来りて笛を吹く（横溝正史/神戸市- 淡路島）
- 僕に踏まれた町と僕が踏まれた町（中島らも/神戸市）
- 若草野球部狂想曲（一色銀河）

### 文芸・古典
- 敦盛
- 義経記
- 源氏物語
- 源平盛衰記
- 太平記
- 高砂
- 忠臣蔵
- 播磨国風土記
- 播州皿屋敷
- 平家物語

## 映画
- 軍國女學生（1938年/内村禄哉/宝塚映画）
- 雪割草（1939年/松井稔/配給・東宝）
- 女學生と兵隊（1940年/松井稔/配給・東宝）
- 瞼の戰場（1940年/清瀬英次郎/配給・東宝）
- 新雪（1942年/五所平之助/水島道太郎主演/大映/神戸市）
- 透明人間現わる（1949年/安達伸生/大映/神戸市）
- 夜来香（1951年/市川崑/新東宝/神戸市）
- 悪魔が来りて笛を吹く（1954年/松田定次/東映）
- 宮本武蔵（1954年/稲垣浩/東宝/姫路市）
- 女の園（1954年/木下惠介/松竹/姫路市）
- あした来る人（1955年/川島雄三/月丘夢路主演/日活/芦屋市）
- 猫と庄造と二人のをんな（1956年/豊田四郎/配給・東宝/芦屋市）
- ここは静かなり（1956年/野村芳太郎/有馬稲子主演/松竹/神戸市）
- 満員電車（1957年/市川崑/川口浩主演/大映/尼崎市）
- サザエさんの婚約旅行（1958年/青柳信雄/配給・東宝/宝塚市）
- 赤い波止場（1958年/舛田利雄/石原裕次郎主演/日活/神戸市）
- 源氏九郎颯爽記 白狐二刀流（1958年/加藤泰/中村錦之助主演/東映/神戸市）[2]
- 細雪（1959年/島耕二/山本富士子主演/大映/芦屋市- 西宮市- 神戸市）
- 黄線地帯 イエローライン（1960年/石井輝男/新東宝/神戸市） ※物語の舞台として神戸が登場するが、実際には横浜でロケ撮影が行なわれた。
- 猟銃（1961年/五所平之助/松竹）
- 宮本武蔵（1961年/内田吐夢/東映/姫路市）
- 女の勲章（山崎豊子原作/1961年/吉村公三郎/大映/神戸市）
- 宮本武蔵 般若坂の決斗（1962年/内田吐夢/東映/姫路市）
- あすの花嫁(1962年/野村孝/日活/神戸市 芦屋市)
- 憎いあンちくしょう(1962年/蔵原惟繕/日活/神戸市 明石市)
- 悪太郎(1963年/鈴木清順/豊岡市)
- フランケンシュタイン対地底怪獣（1965年/本多猪四郎/東宝/姫路市）
- 大怪獣決闘 ガメラ対バルゴン（1966年/大映/神戸市）
- 陸軍中野学校 雲一号指令（1966年/森一生/大映/神戸市）
- 007は二度死ぬ（1967年/ルイス・ギルバート/姫路城）
- 紅の流れ星（1967年/舛田利雄/渡哲也主演/日活/神戸市）
- 吹けば飛ぶよな男だが（1968年/山田洋次/なべおさみ主演/松竹/神戸市）
- 異常性愛記録 ハレンチ（1969年/石井輝男/東映/神戸市(福原)）
- 内海の輪（1971年/斎藤耕一/松竹）
- 懲役太郎 まむしの兄弟（1971年/中島貞夫/東映/神戸市）
- まむしの兄弟 お礼参り（1971年/本田達男/東映/神戸市 - 洲本市）
- まむしの兄弟 傷害恐喝十八犯（1972年/中島貞夫/東映/神戸市）
- まむしの兄弟 刑務所暮し四年半（1973年/山下耕作/東映/神戸市）
- まむしの兄弟 恐喝三億円（1973年/鈴木則文/東映/神戸市 - 大阪国際空港）
- 華麗なる一族（1974年/山崎豊子原作・山本薩夫/配給・東宝/神戸市）
- まむしの兄弟 二人合わせて30犯（1974年/工藤栄一/東映/神戸市 - 芦屋市）
- 極道VSまむし（1974年/中島貞夫/東映/神戸市）
- 日本暴力列島 京阪神殺しの軍団（1975年/山下耕作/東映）
- 神戸国際ギャング（1975年/田中登/東映/神戸市）
- トラック野郎・爆走一番星（1975年/鈴木則文/東映/姫路市）
- 暴走パニック 大激突（1976年/深作欣二/東映/神戸市）
- 男はつらいよ 寅次郎夕焼け小焼け（1976年/山田洋次/松竹/たつの市）
- 暴力戦士（1979年/石井輝男/東映/神戸市(六甲山)）
- 宇宙怪獣ガメラ（1980年/湯浅憲明/大映）
- 太陽の子 てだのふあ（1980年/浦山桐郎/神戸市）
- 風の歌を聴け（1981年/村上春樹原作・大森一樹/神戸市 - 芦屋市 - 西宮市）
- 誘拐報道（1982年/伊藤俊也/東映）
- 瀬戸内少年野球団（1984年/阿久悠原作・篠田正浩/淡路島）
- 夢千代日記（1985年/浦山桐郎/美方郡）
- 二代目はクリスチャン(1985年/井筒和幸/東宝・角川春樹事務所）
- 「さよなら」の女たち（1987年/大森一樹/東宝/神戸市）
- バツ＆テリー（1987年3月14日/甲子園球場/西宮市）
- 勝利投手 (アニメ)（1987年10月24日/甲子園球場/西宮市）
- 火垂るの墓（1988年/スタジオジブリ/主に神戸市灘区 - 西宮市） ※アニメ
- 花の降る午後（1989年/宮本輝原作・大森一樹/角川春樹事務所/神戸市） ※神戸市政100周年記念映画
- べっぴんの町（1989年/軒上泊原作・原隆仁/東映/神戸市）
- She's Rain（1993年/白羽弥仁/神戸市 - 芦屋市 - 西宮市）
- 夏の庭 The Friends（1994年/相米慎二/神戸市）
- ゴジラvsスペースゴジラ（1994年/一部神戸）
- 大失恋。（1995年/大森一樹/神戸市）
- Love Letter（1995年/岩井俊二/配給・日本ヘラルド映画/神戸市）
- 男はつらいよ 寅次郎紅の花（1995年/山田洋次/松竹/神戸市）
- 瀬戸内ムーンライト・セレナーデ（1997年/阿久悠原作・篠田正浩/松竹/神戸市）
- 地球が動いた日（1997年/後藤俊夫/共同映画/神戸市）
- 明日への架け橋 明石海峡大橋総集編（1998年/文化映画）
- すきなんやこの町が 1995 神戸 ある避難所の記録（1998年/ドキュメンタリー）
- ISOLA 多重人格少女（2000年/水谷俊之/東宝）
- すきなんやこの町が（パート2）（2000年/ドキュメンタリー）
- 走れ!イチロー（2001年/大森一樹/神戸市）
- Returner（2002年/山崎貴/配給・東宝/神戸市）
- ミスター・ルーキー（2002年/井坂聡/長嶋一茂出演/配給・東宝）
- 首領への道（2003年/石原興/配給・松竹/神戸市）
- あずみ（2003年/北村龍平/配給・東宝/神戸市）
- 赤目四十八瀧心中未遂（2003年/荒戸源次郎/赤目製作所/尼崎市）
- Killers（2003年/辻本貴則/配給・東宝/神戸市）
- きょうのできごと a day on the planet（2004年/行定勲/配給・コムストック/神戸市）
- 動・響・光（2004年/槌橋雅博/配給・自主製作/神戸市）
- GAIJIN 2（2004年/山崎チヅカ/配給・MAM マルコンデス/神戸市）
- ゴジラ FINAL WARS（2004年/北村龍平/配給・東宝/神戸市）
- みやび 三島由紀夫（2004年/田中千世子/配給・パンドラ/神戸市）
- あずみ2 Death or Love(2005年/金子修介/配給・東宝/神戸市）
- ウルトラマンメビウス&ウルトラ兄弟（2006年/小中和哉/配給・松竹/神戸市）
- ありがとう（2006年/万田邦敏/配給・東映/神戸市）
- 悲しいボーイフレンド（2009年/草野陽花/配給・ジョリー・ロジャー/神戸市）
- その街のこども（2010年/井上剛/配給・トランスフォーマー/神戸市）
- 阪急電車（2011年/三宅喜重/配給・東宝/宝塚市- 西宮市、神戸市）
- メモリーズ・コーナー(2011年/オドレイ・フーシェ/配給・ディンゴ）
- あなたへ（2012年/降旗康男/配給・東宝/一部朝来市(竹田城・竹田駅)）
- 少年H(2013年/降旗康男/配給・東宝/神戸市）
- 繕い裁つ人(2015年/三島有紀子/配給・ギャガ/神戸市）
- 種まく旅人 くにうみの郷(2015年/篠原哲雄/配給・松竹/淡路島）
- 神戸在住(2015年/白羽弥仁/配給・アイエスフィールド/神戸市、西宮市）
- ハッピーアワー(2015年/濱口竜介/配給・神戸ワークショップシネマプロジェクト/神戸市）[3]
- オオカミ少女と黒王子(2016年/廣木隆一/配給・ワーナー/神戸市）
- 引っ越し大名!（2019年/犬童一心/松竹/姫路市）
- 港に灯がともる（2025年/安達もじり/配給・太秦/神戸市）

## 舞台
- 【神戸 はばたきの坂】
- 【少年H】
- 【舞台 | 阪神淡路大震災】（2005年 - 2006年/全国ツアー/岡本貴也脚本・演出/神戸市）

## テレビドラマ

### 連続
- ああ・忠臣蔵（1964年）
- 青が散る（宮本輝原作・TBS/神戸市・大阪府、1983年）
- 赤ん坊夫人（関西テレビ）
- 赤穂浪士（NHK大河ドラマ/赤穂市、1964年）
- おむすび（NHK連続テレビ小説/神戸市）
- 家族だから愛したんじゃなくて、愛したのが家族だった（岸田奈美原作・NHK/神戸市、2023年）
- 華麗なる一族（山崎豊子原作・毎日放送・東宝テレビ部/神戸市、1974年）
- 華麗なる一族（山崎豊子原作・TBS/神戸市、2007年）
- 怪人二十面相と少年探偵団（関西テレビ 阪急ドラマシリーズ/1983年 - 1984年/西宮市?）
- 赤いバッシュ !（関西テレビ 阪急ドラマシリーズ/1987年 - 1988年/西宮市）
- 春日局（NHK大河ドラマ）
- 軍師官兵衛（NHK大河ドラマ）
- 少年H（妹尾河童原作・フジテレビ/神戸市）
- 新・平家物語（NHK大河ドラマ）
- デザイナー（毎日放送）
- 太平記（NHK大河ドラマ）
- 太陽の子（NHK/神戸市）
- 平清盛（NHK大河ドラマ）
- 峠の群像（NHK大河ドラマ）
- 忠臣蔵（日本テレビ年末時代劇スペシャル）
- 花真珠（よみうりテレビ朝の連続ドラマ/神戸市）
- 走れ!ケー100 -第9話「煙モクモクなんだ坂、こんな坂」（TBS/姫路市(姫路城周辺)・神戸市、1973年）
- 火垂るの墓（野坂昭如原作・日本テレビ/主に神戸市灘区 - 西宮市）
- 夢千代日記（NHK/美方郡）
- 甘辛しゃん（NHK連続テレビ小説/神戸市）
- 風見鶏（NHK連続テレビ小説/神戸市）
- 虹を織る（NHK連続テレビ小説/宝塚市）
- ぴあの（NHK連続テレビ小説/宝塚市）
- ふたりっ子（NHK連続テレビ小説/香美町）
- べっぴんさん（連続テレビ小説/）
- 武蔵（NHK大河ドラマ）
- ゆるしません!
- 義経（NHK大河ドラマ）
- わかば（NHK連続テレビ小説/神戸市）

### 単発
- 木曜ゴールデンドラマ「あなたは妻を救えるか」（1985年、読売テレビ/西宮市・宝塚市）
- 木曜ゴールデンドラマ「また逢う日まで…女の春」（1992年、読売テレビ/西宮市）
- 終のすみか（NHK/神戸市・香美町）
- 神戸在住(2015年 サンテレビ/神戸市、西宮市)
- てだのふあ・おきなわ亭（毎日放送/神戸市）
- 二十歳と一匹
- BRIDGE はじまりは1995.1.17神戸（2019年 関西テレビ/神戸市六甲道駅）

## ラジオドラマ
- アドルフに告ぐ（TBSラジオ）
- 淡路島へ（NHK-FM FMシアター）
- 風に刻む（NHK-FM FMシアター）
- かわり目～父と娘の15年～（NHK-FM FMシアター）
- さいごの毛布（NHK-FM 青春アドベンチャー/宝塚）
- 三月の花嫁 on ドラマティックロード（FM大阪/神戸市・尼崎市）
- 少年H（NHK-FM 青春アドベンチャー）
- 翔ぶ少女（NHK-FM特集オーディオドラマ/神戸市）
- Mediterrasse Sound Collaee 12月の神戸に舞い降りたひとひらの奇跡（Kiss FM）

## 漫画
- 芦屋四姉妹物語（赤本尚美/芦屋市）
- アドルフに告ぐ（手塚治虫 /神戸市・宝塚市）
- いーあるふぁんくらぶ (みきとP /神戸市)
- H2 (漫画)（あだち充/甲子園球場）
- えむえむっ（松野秋鳴/尼崎市及び川西市)[要出典]
- 美味しんぼ（明石海峡、丹波篠山市）
- 男どアホウ甲子園（水島新司/甲子園球場・阪神タイガース）
- お願いアルカナ（中垣慶）
  - お願いアルカナ - マンガ図書館Z（外部リンク）
- かげきしょうじょ!!（斉木久美子）
- 蜻蛉迷宮（谷川流・菜住小羽/西宮市・神戸市・芦屋市）
- 神様がくれた背番号（渡辺保裕/阪神タイガース）
- 花鈴のマウンド（甲子園球場/西宮市）
- 逆境ナイン（甲子園球場/西宮市）
- 巨人の星（甲子園球場/西宮市）
- キン肉マンキン肉星王位争奪編（ゆでたまご/姫路城）
- ぐるっと明石（伊藤太一 /明石市）
- 競女!!!!!!!!（空詠大智 /神戸市・尼崎市・西宮市・淡路市）
- 喰わせモン!（寺沢大介）
- クロスゲーム（甲子園球場/西宮市）
- 月下の棋士（能條純一 /神戸市）
- 攻殻機動隊（士郎正宗 /神戸市）
- 高校鉄拳伝タフ（猿渡哲也 /神戸市・明石市）
- 甲子園へ行こう!（甲子園球場/西宮市）
- 神戸在住（木村紺/神戸市）
- こちら大阪社会部 阪神大震災篇（大島やすいち /ミスターマガジンKC、講談社漫画文庫『こちら大阪社会部』収録）
- この町ではひとり（山本さほ）
- サード・ガール（西村しのぶ /神戸市）
- 坂本ですが
- さくらDISCORD（増田英二 /姫路市）
- ジパング（かわぐちかいじ /外伝『守るべきもの』で阪神大震災時の模様を描写）
- 神光援団紳士録
- 涼宮ハルヒの憂鬱（谷川流 /西宮市・尼崎市・神戸市）
- 砂の栄冠（甲子園球場/西宮市）
- 大甲子園（水島新司/甲子園球場）
- ダイヤのA（甲子園球場/西宮市）
- タッチ (漫画)（甲子園球場/西宮市）
- ドカベン（甲子園球場/西宮市）
- 長門有希ちゃんの消失（谷川流・ぷよ /西宮市・尼崎市・神戸市）
- なんと孫六（さだやす圭/甲子園球場）
- 忍たま乱太郎（原作尼子騒兵衛）
- 白兵武者（石渡治 /豊岡市）
- バツ＆テリー（甲子園球場/西宮市）
- Fate/stay night（TYPE-MOON/神戸市・明石市）
- Fate/Zero（虚淵玄・TYPE-MOON/神戸市・明石市）
- Fate/kaleid liner プリズマ☆イリヤ（ひろやまひろし・TYPE-MOON/神戸市・明石市）
- 文子と早春の煙（石河カド/南あわじ市）
- 火垂るの墓（野坂昭如・スタジオジブリ/神戸市 - 西宮市）
- ミギとダリ
- 緑山高校（甲子園球場/西宮市）
- 名門!第三野球部（甲子園球場/西宮市）
- 由良COLORS（藤堂裕/洲本市由良）
- よつばと!（あずまきよひこ/一部高砂市・加古川市）
- RUSH（西村しのぶ /神戸市）
- ライン（西村しのぶ /神戸市）
- わが町・神戸（伊藤太一 /神戸市）

## テレビアニメ
- ウマ娘 プリティーダービー - 阪神競馬場
- AIR（美方郡香美町香住区(旧城崎郡香住町)）※テレビアニメ版のみ
- H2 (漫画)（あだち充/甲子園球場）
- えむえむっ（松野秋鳴/尼崎市及び川西市)[要出典]
- 美味しんぼ（明石海峡、丹波篠山市）
- かげきしょうじょ!!(宝塚市/神戸市)
- 巨人の星 (アニメ)（甲子園球場/西宮市）
- キン肉マン キン肉星王位争奪編（ゆでたまご/姫路城）
- 競女!!!!!!!!（空詠大智 /神戸市・尼崎市・西宮市・淡路市）
- クロスゲーム（甲子園球場/西宮市）
- 攻殻機動隊 STAND ALONE COMPLEX（士郎正宗 /神戸市）
- 攻殻機動隊 ARISE（士郎正宗 /神戸市）
- 坂本ですが
- 涼宮ハルヒの憂鬱（谷川流 /西宮市・尼崎市・神戸市）
- Z/X IGNITION（テレコム・アニメーションフィルム/神戸市）
- 地球少女アルジュナ（サテライト /神戸市）
- ダイヤのA（甲子園球場/西宮市）
- タッチ (漫画)（甲子園球場/西宮市）
- ドカベン（甲子園球場/西宮市）
- 長門有希ちゃんの消失（谷川流・ぷよ /西宮市・尼崎市・神戸市）
- 忍たま乱太郎（原作尼子騒兵衛）
- Fate/stay night (アニメ)（TYPE-MOON/神戸市・明石市）
- Fate/Zero（虚淵玄・TYPE-MOON/神戸市・明石市）
- Fate/kaleid liner プリズマ☆イリヤ（ひろやまひろし・TYPE-MOON/神戸市・明石市）
- ミギとダリ
- 名門!第三野球部（甲子園球場/西宮市）
- Rewrire（key /神戸市）

## OVA
- 高校鉄拳伝タフ（猿渡哲也 /神戸市・明石市）
- 緑山高校（甲子園球場/西宮市）

## 特撮
- ウルトラセブン - 第14,15話「ウルトラ警備隊西へ（前編/後編）」（神戸市）
- 仮面ライダー - 第71話「怪人アブゴメス 六甲山大ついせき!」（神戸市）
- 仮面ライダーストロンガー - 第35話「帰ってきた男その名はV3」（神戸港・大阪空港）

## 音楽
県民歌については「兵庫県民歌」を、県内の各市町が定める公的な市町村歌については兵庫県の市町村歌一覧を参照。
- NIGHT SIGHT OF PORT ISLAND（『SEA IS A LADY 2017』角松敏生/神戸市)
- いーあるふぁんくらぶ (みきとP feat. GUMI・鏡音リン/神戸市)
- 恋は魔法さ（浜田省吾 with THE R&S INSPIRATIONS/神戸市）
- KOBE（もんた&ブラザーズ/神戸市）
- 神戸無責任時代（ガガガSP/神戸市）
- 三の宮ブルース（森雄二とサザンクロス/神戸市）
- タワー・サイド・メモリー（松任谷由実/神戸市）
- そして、神戸（内山田洋とクール・ファイブ→前川清/神戸市）
- 春景色（南野陽子/神戸市）
- 渚にまつわるエトセトラ（パフィー/神戸市）
- ポートピア（ゴダイゴ/神戸市）
- 六甲颪（阪神タイガースの歌/西宮市）
- 六甲おろしふいた（大江千里/阪神）
- Magic in KOBE.（ASAP/神戸アーバンリゾートフェア'93 イメージソング）

※近畿地方のご当地ソング一覧#兵庫県も参照のこと。

## ゲーム
- アウトモデリスタ（カプコン/裏六甲）
- EXE（ゆずソフト|神戸市） - 神戸市。公式HPのキーワードページ[4]に登場する学園の校門と校舎が兵庫県立長田高等学校のものと外観が一致している[独自研究?]他、東遊園地やハーバーランド、三宮駅前なども登場している。
- 街道バトル 〜日光・榛名・六甲・箱根〜、街道バトル2 CHAIN REACTION（元気/表六甲）
- KAIDO-峠の伝説-（元気/裏六甲・表六甲）
- 神戸恋愛物語（ザインソフト/神戸市）
- スナッチャー（コナミ/神戸）
- 天神乱漫（ゆずソフト/神戸市灘区） - 公式サイトの舞台紹介ページ[5]で紹介されている作中の「真日羽駅」と同区内の六甲道駅を左右反転したものと外観が一致する[独自研究?]。
- のーぶるわーくす（ゆずソフト/神戸市） - 公式HPの舞台紹介ページ[6] でヒロインの家として同市内のうろこの家・うろこ美術館と酷似した建物が登場している[独自研究?]。
- ポートピア連続殺人事件（エニックス/神戸市・洲本市）
- Rewrire（key /神戸市）
- レコンキスタ（コットンソフト/神戸市ポートアイランド） - 公式HPの舞台紹介ページ[7]にもアルファベットでPORT ISLANDと書かれている。
- 湾岸ミッドナイト MAXIMUM TUNE 5DX（バンダイナムコエンターテインメント/阪神高速3号線）

## 絵画
- 神戸港（川西英）
- 神戸東亜ロード（杉原基司）
- 神戸百景
- 神戸風景（春村ただを）
- 白鷺城（都路華香）
- 攝津国港津図屏風
- 中山寺伽藍古絵図
- 中山寺参詣曼荼羅図

## その他のテレビ番組
情報・紀行
- ひょうごの四季（サンテレビ）
- ひょうご発信!（サンテレビ）

ドキュメンタリー
- プロジェクトX
  - 第65回『白鷺舞え 空前の解体工事』
  - 第161回『鉄道分裂 突起作戦 奇跡の74日間』